# Kiana Ledé
Kiana Ledé Brown, conocida en sus inicios como Kiana Brown y, actualmente, como Kiana Ledé, (Phoenix, Arizona, 3 de abril de 1997) es una cantante, compositora, pianista y actriz estadounidense. Es conocida por su papel de Zoe Vaughn en la serie Scream de MTV.

## Biografía
Empezó a mostrar el gusto por la música desde pequeña. Sus influencias musicales son One Direction, Taylor Swift y Selena Gomez. Además, comenzó a tener clases de piano desde pequeña.
En 2011, la madre de Kiana descubrió Kidz Bop, un sitio web para niños para subir vídeos de ellos actuando. Así, subió un vídeo de ella tocando una canción original para piano y fue seleccionada como finalista. Después de realizar "Someone like You" de Adele acabó en el Top 4 y ganó el KIDZ Star USA Grand Prize.
Su primer sencillo fue "Hey Chica", la cual salió al mercado el 19 de junio de 2012. Ledé ha tocado su canción en The Today Show y 86th Annual Macy's Thanksgiving Day Parade. Ella también ha realizado la canción "Do the mermaid" para la película Barbie in A Mermaid Tale 2.
En 2012, dio su imagen para Miss Moxie's Holyday 2012. En su álbum debut trabajó para RCA Records, el cual salió al aire en 2015.
En 2016 comienza a interpretar a Zoe Williams en Scream de MTV, siendo protagonista desde la segunda temporada.

## Filmografía

### Películas
| Películas | Películas             | Películas | Películas    |
| Año       | Título                | Personaje | Notas        |
| --------- | --------------------- | --------- | ------------ |
| 2006      | Deadlands: The Rising | Zombie    | Papel menor  |
| 2006      | Temporary Dreams      | Reportera | Papel menor  |
| 2018      | Next Gen              | Greenwood | Papel de voz |

### Series de televisión
| Series de televisión | Series de televisión      | Series de televisión | Series de televisión |
| Año                  | Título                    | Personaje            | Notas                |
| -------------------- | ------------------------- | -------------------- | -------------------- |
| 2016                 | Scream                    | Zoë Vaughn           | 12 episodios         |
| 2018                 | All About the Washingtons | Veronica Washington  | 10 episodios         |

### Series web
| Series de Internet | Series de Internet | Series de Internet | Series de Internet |
| Año                | Título             | Personaje          | Notas              |
| ------------------ | ------------------ | ------------------ | ------------------ |
| 2015               | Guidance           | Riley              | 30 episodios       |

## Discografía

### EP
| Año  | Detalles del álbum                            |
| ---- | --------------------------------------------- |
| 2015 | Soulfood Sessions - Formato: Descarga digital |
| 2016 | Christmas by Ledé - Formato: Descarga digital |
| 2018 | Selfless - Formato: Descarga digital          |

### Sencillos
| Título               | Año  | Álbum             |
| -------------------- | ---- | ----------------- |
| "Home For Christmas" | 2016 | Christmas by Ledé |
| Can I                | 2019 | Can I - Single    |

### Sencillos promocionales
| Título           | Año  | Álbum                      |
| ---------------- | ---- | -------------------------- |
| "Do the Mermaid" | 2012 | Barbie in A Mermaid Tale 2 |
| "Hey Chica"      | 2012 | —                          |

### Otras apariciones
| Canción | Año  | Otro(s) artista(s) | Álbum |
| ------- | ---- | ------------------ | ----- |
| "Don't" | 2015 | Bryson Tiller      | —     |